# Heterodeltis trichroa
Heterodeltis trichroa är en fjärilsart som beskrevs av Edward Meyrick 1906. Heterodeltis trichroa ingår i släktet Heterodeltis och familjen Lecithoceridae. Inga underarter finns listade i Catalogue of Life.